# Прапори кантонів Швейцарії
Прапор кантону Швейцарії — офіційний символ, який має кожен кантон.
З 1999 року Швейцарія має 26 кантонів. З 1979 по 1999 рік їх було 23, а до цього, з 1815 по 1979 рік, їх було 22 (з трьома кантонами: Унтервальден, Аппенцелль та Базель, кожен з яких поділений на два півкантони). 22 кантональні герби існують з моменту заснування сучасної держави в 1815 році; деякі з них є продовженням пізньосередньовічних гербів старих кантонів . Кантональні прапори — це геральдичні прапори зі співвідношенням сторін 1:1. Вони широко використовуються для святкових демонстрацій прапорів з початку ХХ століття.

## Походження та історія
З першої половини ХХ століття швейцарські кантони традиційно відображають свій національний герб як у формі прапора, так і у формі герба. Зображення ідентичне як у прапорі, так і в гербі (винятками є Люцерн, Швіц і Тічино, де поділ прапора повернутий на 90 градусів, або герб відповідає прапору з горизонтально розташованим флагштоком).

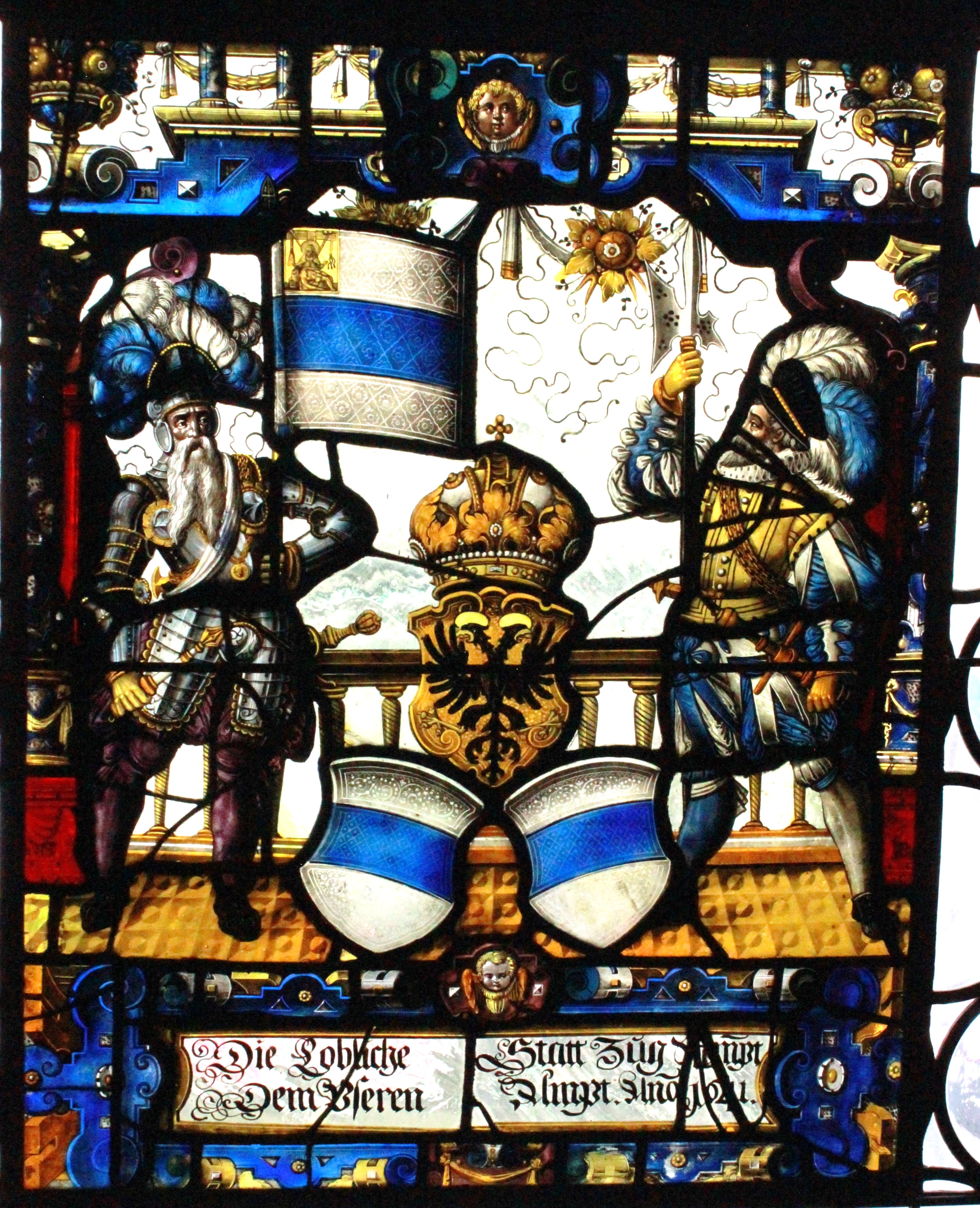
Цузький кантональний диск (1641 р.) у ратуші Земпаха. Під імператорським гербом (з двоголовим імператорським орлом) зображено два кантональні герби, по обидва боки від нього зображені прапороносець та швейцарський солдат з алебардою. У просвіті зображено прапор Юліуса зі Зняттям з хреста.

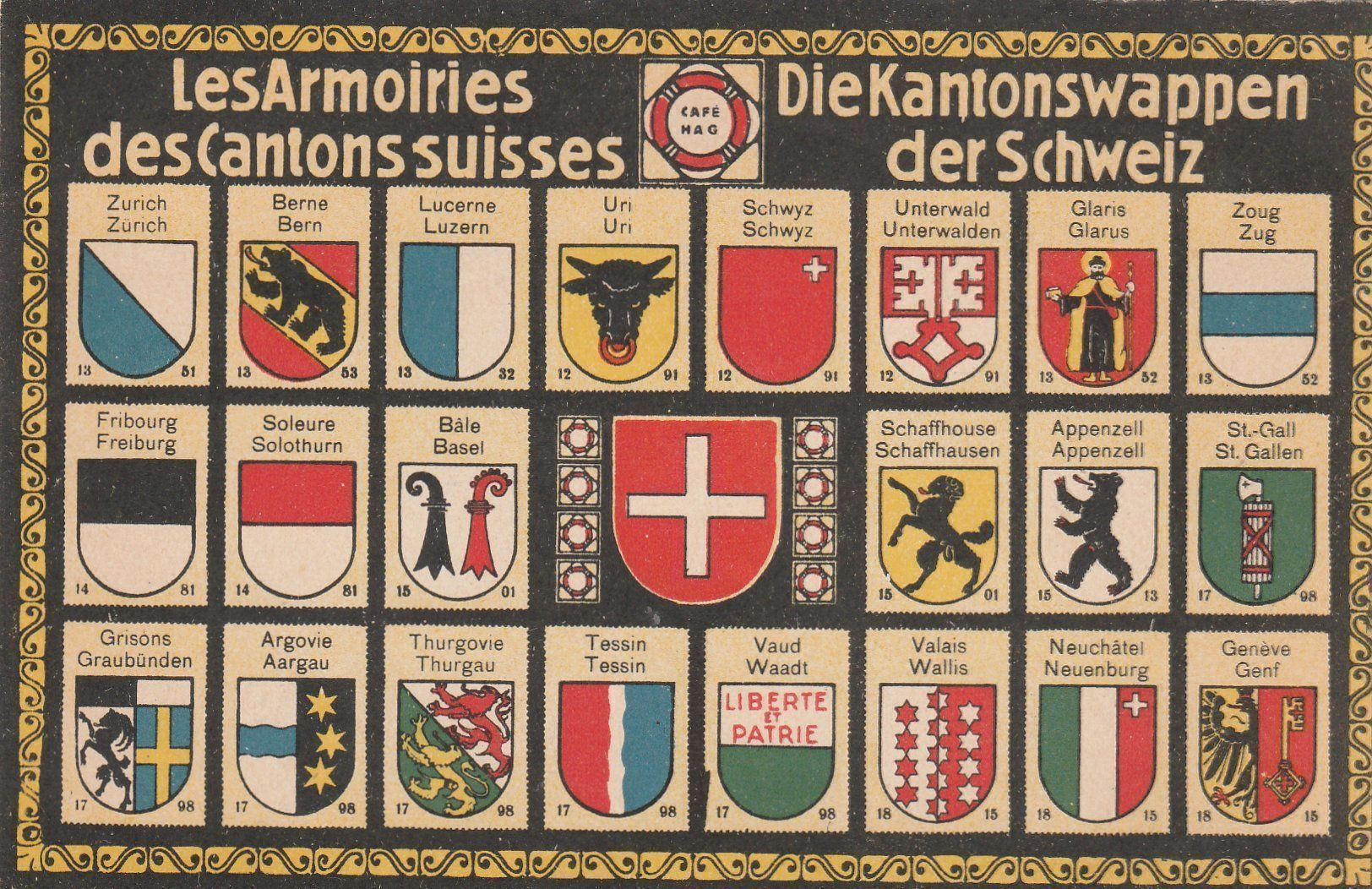
Зображення 22 сучасних кантональних гербів на листівці з Каффі Хаг (близько 1915 року)

Герби Тринадцяти давніх кантонів Конфедерації походять від їхніх прапорів. Прапор (Banner) був бойовим знаменом кантону, на відміну від стягів (Fähnlein), що використовувалися меншими підрозділами. Приблизно з середини XV століття ці бойові знамена стали частіше зображувати на гербових щитах, зокрема на гербових вітражах (Standesscheiben), які набули великої популярності з кінця XV століття. У цих зображеннях стало звичним представляти кантональні гербові щити разом із прапороносцями як щитотримачами, щоб герби і прапори кантонів були видимі поруч. Зображення гербів Тринадцяти давніх кантонів з 1500 року залишилося майже незмінним. Винятком є додавання ключа до герба Унтервальдена (Обвальдена) у XVII столітті. Нідвальден, зі свого боку, уже в XV столітті мав прапор з подвійним ключем. Позначення півкантону Аппенцелль-Ауссерроден літерами «VR» датується ще поділом півкантонів Аппенцелль у 1597 році. Кантон Женева при своєму заснуванні в 1815 році перейняв старий герб міста Женеви. Герби інших кантонів мають сучасне походження: Санкт-Галлен, Ааргау, Тургау, Тічино, Во (1803), Вале (1815), Базель-Ланд (1834), Невшатель (1848), Граубюнден (1932), Юра (1979).
Прапори кантонів Конфедерації з XVII століття більше не використовувалися у військових цілях і зберігалися в арсеналах. У XIX столітті прапорами (Fahnen) почали називати бойові знамена окремих батальйонів чи полків. Кантональні війська мали різні такі прапори в кантональних кольорах, часто з білим хрестом, а іноді й з кантональним гербом. Однак справжніх «кантональних прапорів» у той час не існувало. Так само під час створення держави в 1815 році було запроваджено федеральний герб (і печатку), але не федеральний прапор (Fahne). Лише із запровадженням Федеральної армії з 1831 року «федеральним прапором» (Eidgenössische Fahne) як бойове знамено військ окремих кантонів став Швейцарський хрест із золотим написом назв цих кантонів.
Близько 1890 року, під час планування розміщення кантональних гербів у куполі Федерального палацу, виникло бажання надати обов'язкове визначення кантональних гербів. Однак кантон Граубюнден продовжував відмовлятися від запровадження кантонального герба (продовжуючи використовувати герби Трьох Ліг). У 1895 році Граубюнден знову звернувся з проханням про розміщення кантональних гербів в арсеналі Національного музею. Знову ж таки, рішення не було прийнято, але історик мистецтва Йозеф Цемп для цієї експозиції створив форму герба, яка пізніше (1932) була представлена як кантональний герб.

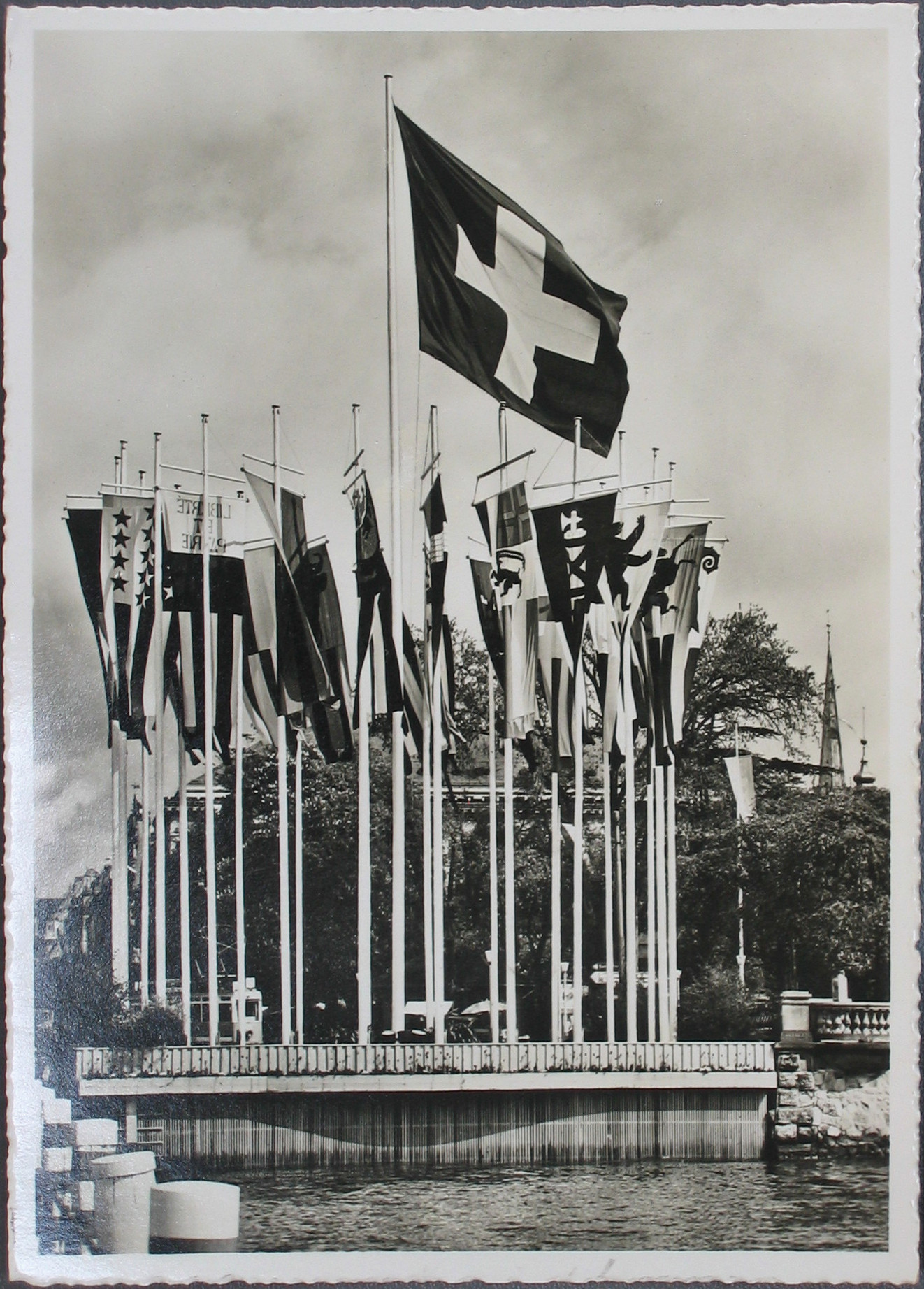
Замок з прапорами кантонів на площі Бюркліплац, Landi 1939.

Широкий інтерес швейцарського населення до геральдики розвинувся після Першої світової війни і зберігався, головним чином, протягом 1930-х і 1940-х років. Це було спричинено поширенням колекційних карток із гербами швейцарських громад, які десятиліттями випускала компанія Kaffee Hag. Через це дедалі частіше вважалося неприпустимим, коли герби кантонів зображувалися неузгоджено або навіть «геральдично неправильно». Тому в більшості кантонів з'явилися урядові постанови чи розпорядження, які точніше регулювали зображення кантональних гербів. На цей період (1933) також припадає запровадження зображення гербів на номерних знаках. Крім того, в окремих кантонах були створені «геральдичні комісії», які мали регулювати єдине зображення гербів громад. Щодо гербів громад Цюриха, то така комісія існувала з 1925 року, проте завершила свою роботу лише в 1969-му. Її бернський аналог зміг представити остаточну збірку гербів аж у 1981 році.
Зростаючий інтерес до геральдики близько 1930 року також був пов'язаний із запровадженням кантональних прапорів. Вирішальним фактором тут стала Швейцарська національна виставка 1939 року. Для цієї виставки на Бюркліплац було встановлено прапорний замок, а кантональні прапори були розташовані навколо центрального швейцарського прапора. Крім того, значну увагу привернуло зображення близько 3000 швейцарських муніципальних гербів у вигляді невеликих прапорців, вивішених над «Фенліштрассе» біля входу на Національну виставку в Цюриху. Стало все більш поширеним вивішування кантональних прапорів у святкові дні, особливо 1 січня, яке з 1899 року стало федеральним святом. У серпні на громадських та приватних будівлях вивішувати швейцарські та кантональні прапори.
Приблизно в 1880 році з'являється термін «кантональний прапор» (Kantonsfahne), який, з одного боку, використовувався для позначення історичних знамен (Banner) давніх кантонів, а з іншого — як загальна назва для різноманітних бойових знамен кантональних військ до 1830 року. З початку XX століття цей термін також використовується для стилізованих під старовину зображень цих давніх знамен під час таких подій, як стрілецькі свята тощо. З 1930-х років цей термін стає загальновживаним для святкового вивішування прапорів. Термін «кантональні прапори» офіційно згадується в директивах щодо вивішування прапорів на федеральних будівлях, виданих Федеральною радою в 1987 році. Регламент прапорів (Fahnenreglement) (Регламент 51.340 d) Швейцарської армії вперше з'явився в 2007 році (набув чинності з 2008 року). Його було розроблено у співпраці зі Швейцарським товариством прапорознавства та вексилології (vexilla.ch). У додатку до Регламенту кожному кантональному прапору присвячена окрема сторінка з інформацією про його історію та «зображення у формі, яка використовується сьогодні».

## Геральдичні кольори

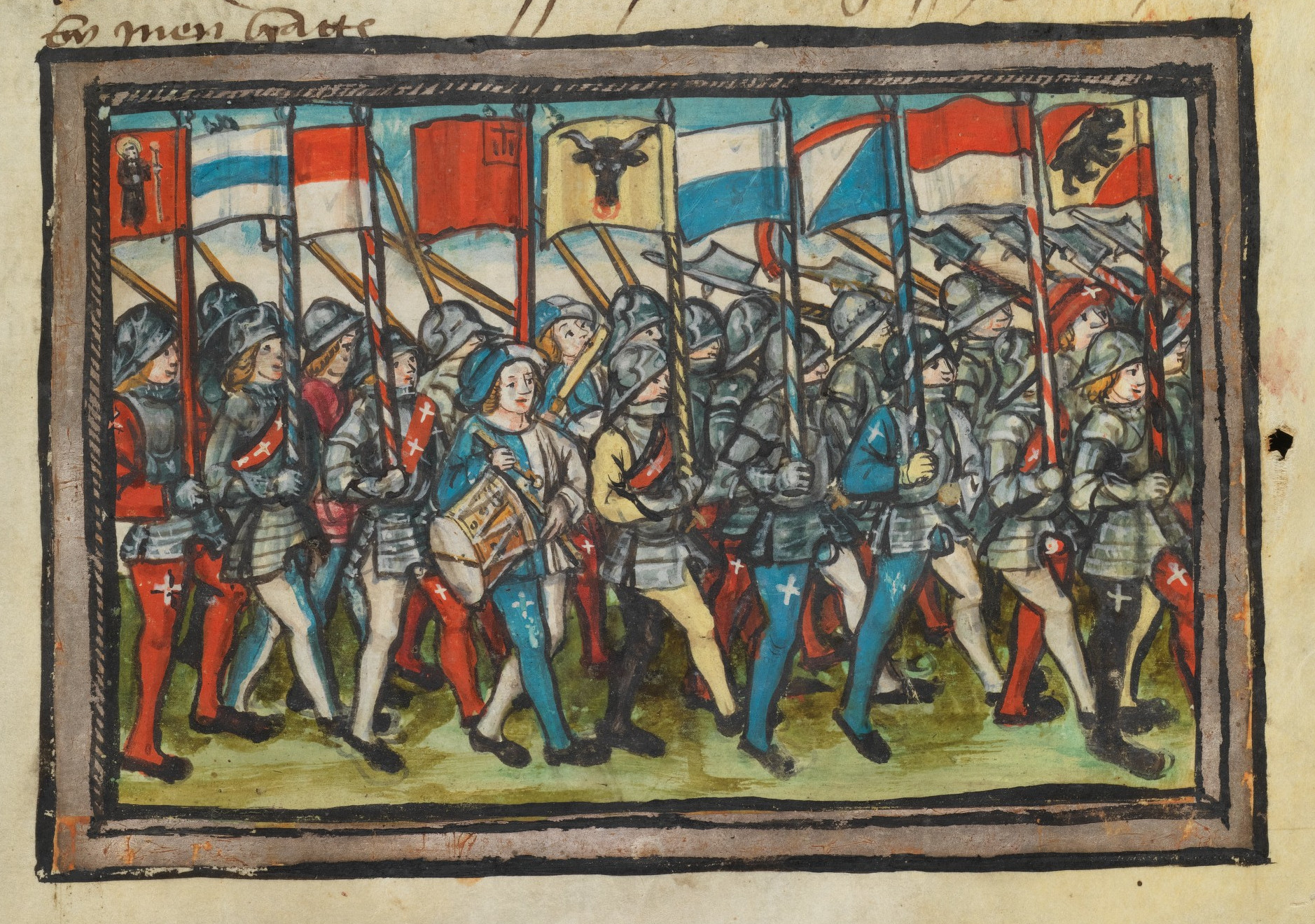
Вихід швейцарських конфедератів до Зундгау (Вальдсгутська війна 1468 року), зображення прапорів Восьми Старих Міст (і Золотурна) у Люцернській хроніці (1513)

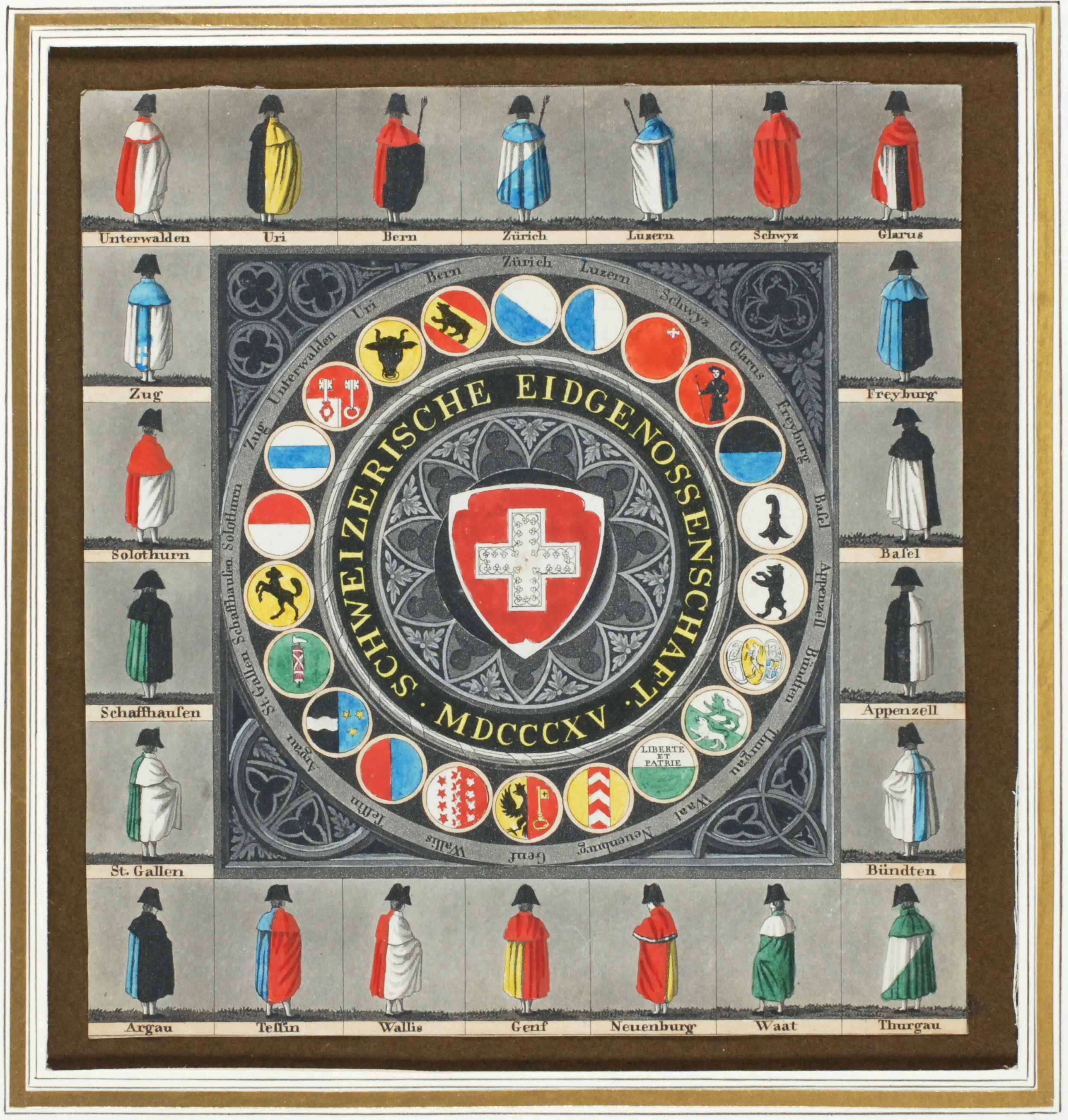
Герби Штандесвайбеля, розташовані навколо печатки Конфедерації з гербами кантонів (близько 1820 року)

Кольори кантонів (Standesfarben) відігравали важливу роль ще в Конфедерації Восьми давніх кантонів у XV столітті. Кольори кантональних знамен повторювалися на менших прапорах, а посланці кантонів, якщо це було доречно, одягалися у відповідні кольори, іноді у стилі мипарті (поділ одягу навпіл). Навіть самі знамена іноді в ілюстрованих хроніках зображувалися лише у вигляді своїх кольорів, наприклад, у сценах битв, де знамена були занадто малими, щоб їх детально промалювати. Так, Діббельд Шиллінг Молодший у «Люцернській хроніці» 1513 року зображує кантональні знамена в битві при Нансі (1477): там намальовано знамено Святого Фрідоліна з Гларуса (без косиці), а знамена Берна та Урі показані лише як горизонтально перетяті на червоне і чорне та жовте і чорне поля відповідно. Чотириколірні кольори кантону Гларус — червоно-чорно-біло-червоні — не засвідчені в пізньому Середньовіччі, оскільки Гларус спочатку мав лише головні кольори червоний і чорний. Найстаріші знамена Гларуса мали білу косицю, але сумнівно, чи походить від неї третій колір кантону. Прапори в трьох кольорах — червоному, чорному і білому — вперше засвідчені в XVIII столітті, а офіційне затвердження кольорів кантону Гларус відбулося лише в 1814 році, коли він став одним із 22 сучасних кантонів.
У період Медіації (1803–1813) на відродженому Тагзатцунгу депутати знову були позначені кольорами своїх кантонів. Із початком Реставрації 1814 року кольори кантонів були затверджені для плащів кантональних урядників (Standesweibel). При цьому стежили, щоб вбрання 22 урядників можна було чітко розрізнити. Цього досягали за допомогою кольору пелерини. Наприклад, в Унтервальдена, Золотурна та Вале, всі з яких мали кантональні кольори червоний і білий, пелерини були (відповідно) білого, червоного і червоно-білого кольорів.
Кольори кантонів (Standesfarben) і досі мають офіційну чинність і закріплені в Регламенті прапорів Швейцарської армії (Регламент 51.340d, 2007). Унікальність кольорів не є вимогою, тому деякі кантони мають спільні кольори: 
- Червоний і білий: Обвальден, Нідвальден, Золотурн, а також сама Конфедерація.
- Білий і червоний: Базель-Ланд, Вале, Юра.
- Білий і чорний: Базель-Штадт та обидва Аппенцеллі.
- Зелений і білий: Санкт-Галлен і Тургау.

Кольори кантонів часто використовують разом із кантональними прапорами у вигляді довгих вузьких прапорів (Knatterfahnen) для святкового вивішування.
Після 1815 року два кантони змінили свої кольори: Фрібур — з чорно-синього на чорно-білий (1831); Невшатель — з червоно-жовтого на зелено-біло-червоний, разом із новим гербом 1848 року. Кантон Граубюнден офіційно зберігає кольори сірий-білий-синій (затверджені в 1803 році), проте після запровадження нового герба в 1932/33 роках колір «сірий» переважно втілюється як чорний. Шаффгаузен дещо несподівано використовує зелений колір, якого взагалі немає на кантональному гербі. Імовірно, він походить від зеленої основи на міському гербі Шаффгаузена. Подібним чином, раніше синій колір у Фрібура відсилав до міського герба (який з XVII століття іноді зображувався в чвертях разом із гербом кантону, а з 1803 року офіційно використовувався як міський герб).

## Список
Список упорядковано в офіційному порядку відповідно до Федеральної Конституції.
| Герб | Прапор | Кольори                    | Затверджений  | Використання             | Опис |
| ---- | ------ | -------------------------- | ------------- | ------------------------ | --- |
|      |        | чорно-сині                 | 1930 –        | Ааргау                   | Щит розсічений: праворуч на чорному тлі срібний гребінь хвилі, ліворуч на синьому тлі — три срібні п'ятикутні зірки. Білі хвилясті лінії символізують річки Ааре, Рейсс і Ліммат, зірки — три основні складові частини кантону. Герб був створений після заснування кантону в 1803 році. Зображення зірок було уточнено в 1930 році, а зображення грехвилі ніколи офіційно не регулювалося. Значення герба під час його введення не було детально пояснено, але ще в ХІХ столітті поширилося тлумачення, що чорне поле з хвилями символізує Бернську Аргау, а три зірки в лівому полі — три східні частини кантону: графство Баден, Вільні Амтери та Фрікталь. Пропорції геральдичного прапора: 1:1. |
|      |        | біло-чорні                 | 1597 –        | Аппенцелль — Ауссерроден | На срібному тлі чорний ведмідь з червоним язиком і кігтями, внизу праворуч супроводжуваний чорною великою літерою V, а ліворуч — такою самою літерою R. Герб кантону Аппенцелль-Ауссерроден є модифікацією герба Аппенцелля, який був затверджений після поділу землі в 1597 році. «VR» означає Усроден («зовнішній Роден» або Ауссерроден). Ведмідь був взятий з герба Монастиря святого Галла. Пропорції геральдичного прапора: 1:1. |
|      |        | біло-чорні                 | 1403 –        | Аппенцелль — Іннерроден  | На срібному тлі чорний ведмідь з червоним язиком і кігтями. Ведмідь був зображений на прапорі близько 1400 року, він взятий з герба князівського абатства Святого Галла. Після поділу землі в 1597 році напівкантон Внутрішній Роден продовжив використовувати герб неподіленого кантону Аппенцелль. Пропорції геральдичного прапора: 1:1. |
|      |        | біло-червоні               | 1947 –        | Базель-Ланд              | На срібному тлі червоний базельськка патериця, повернений вліво, з сімома пухирцями (готичними орнаментами) на навершші. Після поділу кантону новий герб був створений на основі герба округу Лісталь XVI століття і герба принц-єпископства Базель. Герб Лісталя мав товсту червону облямівку (край щита), яка була в сучасному гербі прибрана. Пропорції геральдичного прапора: 1:1. |
|      |        | біло-чорні                 | XIII ст. –    | Базель-Штадт             | У срібному полі чорний базельштаб. Базельштаб — стилізоване зображення єпископської патериці, яке вперше з'явилося на монетах номіналом півпенні в 1373 році. Зі зростанням незалежності від князя-єпископа місто Базель з кінця XV століття почало використовувати чорний базельштаб на своєму прапорі. Саме так герб міста був представлений після вступу до Конфедерації в 1501 році. Місто Базель і кантон Базель-Штадт продовжують використовувати герб неподіленого кантону Базель (до 1833 року). Пропорції геральдичного прапора: 1:1. |
|      |        | червоно-чорні              | 1289 –        | Берн                     | На червоному тлі широкий золотий перев'яз, обтяжений чорним ведмедем з червоним озброєнням. Зображення ведмедя відоме з печатки 1224 року, імперський герб з 1274 року. Геральдичні кольори відомі з XIV століття (до 1375 року). Пропорції геральдичного прапора: 1:1. |
|      |        | біло-червоні               | 1815 –        | Вале                     | Щит розсічено на срібло і червоний колір з 13 п'ятипроменевими зірками, розташованими у вигляді стовпчика 4,5,4, у змішаних кольорах. Герб кантону Вале з 1815 року походить від Республіки Десяти Вале, яка з XV століття використовувала цю форму герба, однак з різною кількістю зірок. Кольори, ймовірно, були запозичені з герба єпархії Сіттен. Близько 1802 року було 12 зірок, що символізували 12 округів. 13-та зірка на гербі 1815 року символізує округ Конте. Пропорції геральдичного прапора: 1:1. |
|      |        | біло-зелені                | 1819 –        | Во                       | Щит пересічено на срібло і зелень, у верхній частині розташовані три рядки слів «Liberté et Patrie» золотими літерами з чорною облямівкою. Під час заснування кантону в 1803 році за зразок взяли прапор недовговічної Республіки Леман (1798), однак замість слова Égalité («рівність») було вказано Patrie («батьківщина»). Кольори напису офіційно затверджені лише 2003 року. Пропорції геральдичного прапора: 1:1. |
|      |        | червоно-чорно-біло-червоні | 1959 –        | Гларус                   | У червоному кольорі праворуч крокує святий Фрідолін, одягнений у чорне. Герб Гларуса бере свій початок від битви під Нефельсом (1388), де жителі Гларуса воювали під прапором Фрідоліна, оскільки їхній старий прапор був захоплений жителями Рапперсвіля. Протягом століть зображення святого сильно змінювалося, а сучасна форма була затверджена в 1959 році. Пропорції геральдичного прапора: 1:1. |
|      |        | чорно-біло-сині            | 1933 –        | Граубюнден               | Герб напіврозсічений та пересічений. 1-ше поле розсічене на чорний колір і срібло; 2-ге розділене на чотири частини синім і золотом, з чотирикутним хрестом у змішаних кольорах; у 3-му срібному полі вертикздиблений чорний козел з червоним озброєнням. На гербі кантону об'єднано герби Трьох Ліг. Козел символізує Лігу Дому Божого, чорно-біле поле — Сіру Лігу, а четвертований хрест у синьому та золотому кольорах — Лігу Десяти юрисдикцій. Сучасний герб був затверджений лише в 1932 році на основі проєкту 1895 року, який, своєю чергою, відтворював зображення XVI століття. Під час заснування кантону в 1803 році герб не був обраний, і федеральні органи влади тоді просто використовували зображення трьох гербових щитів Трьох Ліг разом із щитотримачами в одному зовнішньому щиті. Пропорції геральдичного прапора: 1:1. |
|      |        | жовто-червоні              | XV ст. –      | Женева                   | Щит розсічено, у першому золотому полі зображений червонокоронований, з червоним обзроєнням чорний піворел. у другому червоному полі золотий ключ з лівостороннім зубцем. Під час заснування кантону в 1815 році як герб кантону був прийнятий герб міста Женеви. З 1162 року Женева була вільною імперською територією під владою князя-єпископа Женеви. Герб міста в такій формі засвідчений з середини XV століття. Імперський орел символізує імперську незалежність, ключ Петра був перейнятий з герба капітулу собору Святого Петра. З часів Реформації під гербом часто зображувався девіз Post tenebras lux. Також з часів Реформації герб увінчує півсонця з триграмою Ісуса IHΣ. Пропорції геральдичного прапора: 1:1. |
|      |        | червоно-білі               | 1443 –        | Золотурн                 | Щит пересічений на червоний колір і срібло. З 1218 року Золотурн був вільним імперським містом. Уперше герб зафіксовано на міській печатці в 1394 році, а кольори кантону — з 1443 року. З 1447 року як щитотримач зображувався Святий Урс, а з 1514 року — два леви. Після вступу до Конфедерації в 1481 році два кантони — Унтервальден і Золотурн — використовували один і той самий герб. Однак з XVII століття на гербі Унтервальдена все частіше зображувався нідвальденський подвійний ключ, тоді як герб Золотурна залишився незмінним. Пропорції геральдичного прапора: 1:1. |
|      |        | біло-сині                  | 1386 –        | Люцерн                   | Щит розсічений синім і срібним. Кантон перебуває у складі Конфедерації з 1332 року. Ймовірно, кольори — синій та білий — сягають XIII століття, а перша згадка як про горизонтально перетятий прапор, так і про вертикально розсічений гербовий щит датується приблизно 1386 роком. Прапор з двома рівнозначними горизонтальними смугами білого і блакитного кольорів. Пропорції прапора: 1:1. |
|      |        | зелено-біло-червоні        | 1848 –        | Невшатель                | Щит двічі розсічений на зелене, срібне і червоне поля, з ширяючим срібним хрестиком у правому верхньому куті. Герб кантону Невшатель був створений заново в 1848 році, оскільки до того часу використовувався герб міста Невшатель. Пропорції геральдичного прапора: 1:1. |
|      |        | червоно-білі               | поч. XV ст. – | Нідвальден               | Срібний подвійний ключ на червоному тлі. Ключ Святого Петра вперше з'явився в XIII столітті на печатці Унтервальдена. Прапор з подвійним ключем вперше згадується в 1422 році. Пропорції геральдичного прапора: 1:1. |
|      |        | червоно-білі               | 1816 –        | Обвальден                | Щит перетятий червоним і срібним, з ключем змінних тинктур. З XIII століття кольори герба та прапора є двоколірними. Ключ Святого Петра вперше з'явився на печатці Унтервальдена ще в XIII столітті. Сучасний герб був запроваджений у 1816 році. Пропорції геральдичного прапора: 1:1. |
|      |        | зелено-білі                | 1843 –        | Санкт-Галлен             | У зеленому полі — срібна фасція, оповита зеленою стрічкою. Герб був створений під час заснування кантону в 1803 році. Фасція відсилає до ідеалів Французької революції (це був державний символ Першої республіки з 1794 року) і є «символом злагоди та суверенітету». Точне зображення фасції часто обговорювалося і змінювалося. З 1949 року сокира фасції офіційно називалася «бойовою сокирою», а з 2010 року офіційне зображення прибрало шип бойової сокири та повернулося до назви «сокира». Пропорції геральдичного прапора: 1:1. |
|      |        | червоно-сині               | 1803 –        | Тічіно                   | Щит розсічений на червоне і синє поля. Під час заснування кантону в 1803 році були встановлені лише його кольори — червоний і синій. Детальніші відомості щодо «кольорів та печатки кантону» з'явилися в дуже нечітко сформульованому декреті 1922 року. Лише в 1930 році було остаточно врегульовано сучасну форму герба та прапора. Прапор являє собою квадратне полотнище з двома рівнозначними горизонтальними смугами червоного та синього кольорів. Пропорції прапора: 1:1. |
|      |        | зелено-білі                | 1803 –        | Тургау                   | Щит скошений на срібло і зелень, з двома золотими левами з червоним озброєнням. Герб був запроваджений у 1803 році, під час заснування кантону. В його основу ліг старий герб роду Кибургів, який пізніше також використовувався для ландграфства Тургау. Особливе поєднання тинктур часто критикувалося як геральдично некоректне і неодноразово ставало причиною дискусій та пропозицій щодо його зміни. Пропорції геральдичного прапора: 1:1. |
|      |        | жовто-чорні                | XIII ст. –    | Урі                      | У золотому полі — чорна голова бика з червоним язиком і червоним носовим кільцем. Кантон отримав статус вільного імперського міста з 1231 року. Перша печатка, що датується приблизно 1245 роком, вже зображує голову бика в профіль. Найстаріший збережений прапор кантону датується приблизно 1300 роком. Пропорції геральдичного прапора: 1:1. |
|      |        | чорно-білі                 | 1410 –        | Фрібур                   | Щит перетятий чорним і сріблом. Герб і прапор були запроваджені в 1477 році після відокремлення від Савойї і з того часу залишаються незмінними. Пропорції геральдичного прапора: 1:1. |
|      |        | біло-синьо-білі            | 1319 –        | Цуг                      | У срідному полі синій пояс. Хоча герб і прапор було офіційно зафіксовано лише в 1415 році, після надання Цугу статусу вільного імперського міста, ймовірно, їх запровадили ще в 1352 році, коли місто увійшло до складу Конфедерації. Форма герба, як вважається, була створена за зразком герба Бабенбергів (Австрія), щоб Цуг міг і надалі використовувати стару міську печатку, а кольори, імовірно, запозичені з герба роду Ленцбургів. Пропорції геральдичного прапора: 1:1. |
|      |        | синьо-білі                 | 1220 –        | Цюрих                    | Щит скошений сріблом і синім. Кантон отримав статус вільного імперського міста з 1218 року. Перше засвідчення кольорів кантону датується приблизно 1315 роком. Найстаріше зображення цього герба походить з 1389 року, а найстаріший збережений прапор — з 1437 року. Герб зазвичай зображується з левами-щитотримачами. Пропорції геральдичного прапора: 1:1. |
|      |        | зелено-чорні               | 1940-ві –     | Шаффхаузен               | У золотому полі — чорний здиблений баран із золотою короною, золотими рогами й ратицями та червоним язиком. Як і у Берна та Урі, у Шаффгаузена промовистий герб, який ґрунтується на народній етимології («Schaf-Hausen» — «овечий дім»). Стрибаючий баран з будинком з'являється на монетах ще близько 1180 року. Шаффгаузен був вільним імперським містом з 1218 року, а найстаріший збережений прапор, датований XIV століттям, був використаний у битві під Земпахом. Хоча близько 1500 року на гербі ще був зображений баран, що вистрибує з будинку (як на сучасному міському гербі), зображення барана без будинку для кантону стало звичним з другої половини XVI століття. Пропорції геральдичного прапора: 1:1. |
|      |        | червоні                    | 1963 –        | Швіц                     | У червоному полі — срібний хрестик у лівому верхньому куті. Прапор Швіца з кінця XIII століття був суцільно червоного кольору. Найстаріше збережене зображення прапора з білим хрестом у верхньому куті походить з 1470 року. Походження білого хреста пов'язують із зображенням Розп'яття, що було в кутовій частині прапора. Гербовий щит ще довше залишався лише червоним; з XVII століття хрестик час від часу з'являвся і на гербі, а в XVIII столітті остаточно закріпилася сучасна форма герба. Прапор являє собою квадратне полотнище червоного кольору з білим швейцарським хрестом у лівому верхньому куті. Пропорції прапора: 1:1. |
|      |        | біло-червоні               | 1319 –        | Юра                      | Щит розсічений на срібне поле з червоним базельштабом і на червоне поле з трьома срібними балками. Цей герб є новотвором, що виник у період заснування кантону в 1970-х роках. Базельштаб відсилає до колишнього правління Базельського князівства-єпископства. Сім смуг самі по собі є іредентистським натяком на сім округів Бернської Юри, хоча лише три з них утворюють сучасний кантон Юра: Дельсберг, Прунтрут і Фрайберге. Пропорції геральдичного прапора: 1:1. |